# Lingotto a pelle di bue

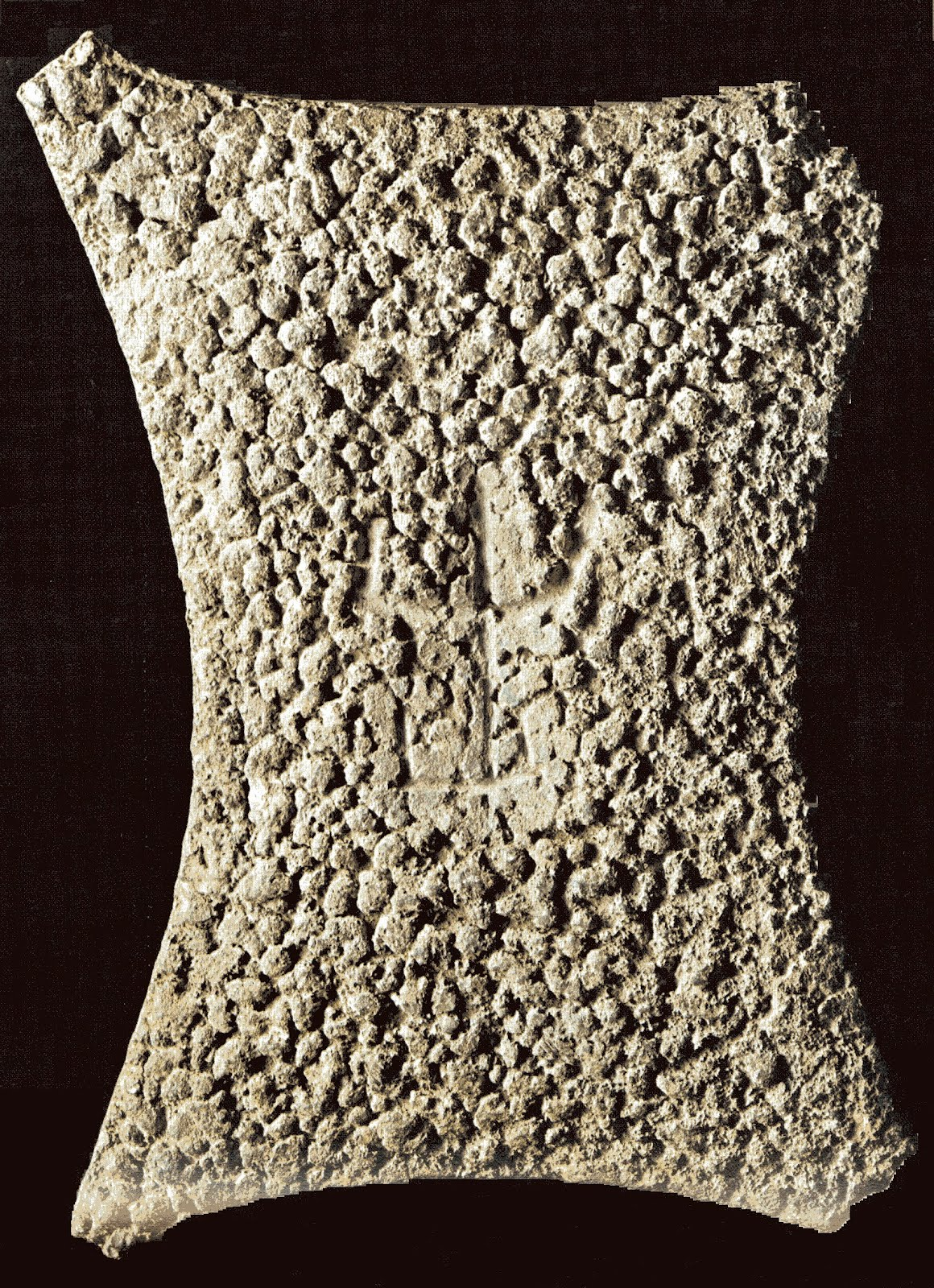
Lingotto a pelle di bue da Nuragus in provincia di Cagliari

Il lingotto a pelle di bue (o lingotto ox-hide) è una lastra metallica, solitamente in rame o in alcuni casi in stagno, prodotta e ampiamente diffusa nel Mediterraneo durante la tarda età del bronzo. La loro forma ricorda appunto quella di una pelle di bue con delle protuberanze nei quattro angoli che servivano come impugnatura per il trasporto a mano. Lingotti a pelle di bue completi o frammentati sono stati rinvenuti in Sardegna, a Cannatello in Sicilia, in Corsica a Borgo, Creta, Peloponneso, Cipro, Boğazköy (antica Ḫattuša), Egitto e Bulgaria. Gli archeologi hanno rinvenuto numerosi lingotti a pelle di bue anche nel famoso relitto di Uluburun, lungo le coste della Turchia.

## Contesto
L'apparizione dei lingotti a pelle di bue attorno al 1600 a.C. corrisponde all'inizio del grande commercio di rame nel mediterraneo. I più antichi lingotti a pelle di bue sono stati scoperti a Creta e vengono datati al periodo tardo Minoico IB. I più recenti sono stati rinvenuti invece in Sardegna e vengono datati al 1000 a.C. circa. La tratta del rame era principalmente marittima infatti la maggior parte dei siti dove i lingotti a pelle di bue sono stati riportati alla luce sono situati in mare, lungo le coste e nelle isole.

## Funzione
Esistono varie teorie riguardo alla funzione di questi lingotti, secondo alcuni potrebbe trattarsi di una qualche forma di valuta infatti alcuni lingotti scoperti a Micene sono ora conservati al museo numismatico di Atene. Secondo altri studiosi, i lingotti, che in Sardegna sono stati rinvenuti in dei ripostigli assieme ad altri scarti metallici o in luoghi adibiti alla lavorazione metalli, erano utilizzati per la fusione e la produzione di altri manufatti.

## Statuine in bronzo

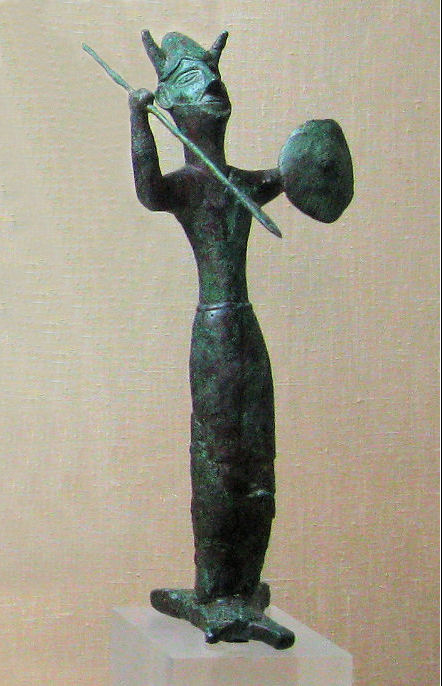
Protettore dei lingotti da Enkomi.

Nella tarda età del bronzo a Cipro furono prodotte, attraverso la tecnica della cera persa, numerose statuine in bronzo raffiguranti un uomo con un lingotto a pelle di bue. Queste produzioni cipriote furono esportati anche a Creta e in Sardegna dove artisti locali ne ricrearono di simili. Tuttavia recenti scoperte di bronzetti Nuragici databili intorno al XIII-XII secolo a.c, quindi coevi ai meno numerosi bronzetti Ciprioti ha messo in discussione tale teoria, pare infatti che la produzione dei bronzetti si sia sviluppata in modo indipendente in Sardegna 

## Connessioni con l'Egitto
Sebbene in Egitto sia stato ritrovato un solo frammento di lingotto a pelle di bue, tali lingotti sono rappresentati in vari dipinti egizi dell'epoca. La più antica rappresentazione risale al XV secolo a.C. e l'ultima al XII secolo a.C.
I lingotti sono dipinti con le tipiche protuberanze e di colore rosso (il che suggerisce fossero di rame). Le scritture che accompagnano i dipinti dimostrano che le genti che portavano i lingotti provenivano dal nord, in particolare da Retnu (Siria) e da Keftiu (forse Creta). . Generalmente i lingotti vengono rappresentati assieme a uomini che li caricano sulle spalle o in scene mostranti il lavoro nelle officine di fusione.
Nel tempio di Karnak, il faraone Amenhotep II trafigge un lingotto a pelle di bue con cinque frecce mentre guida il suo carro da guerra.
Nelle lettere di Amarna datate alla metà del XIV secolo a.C. si fa riferimento a centinaia di talenti di rame (più altre merci quali zanne di elefante e vetro) inviati dal re di Alashiya, idenfiticato dagli storici con Cipro, all'Egitto